# Гимнастика

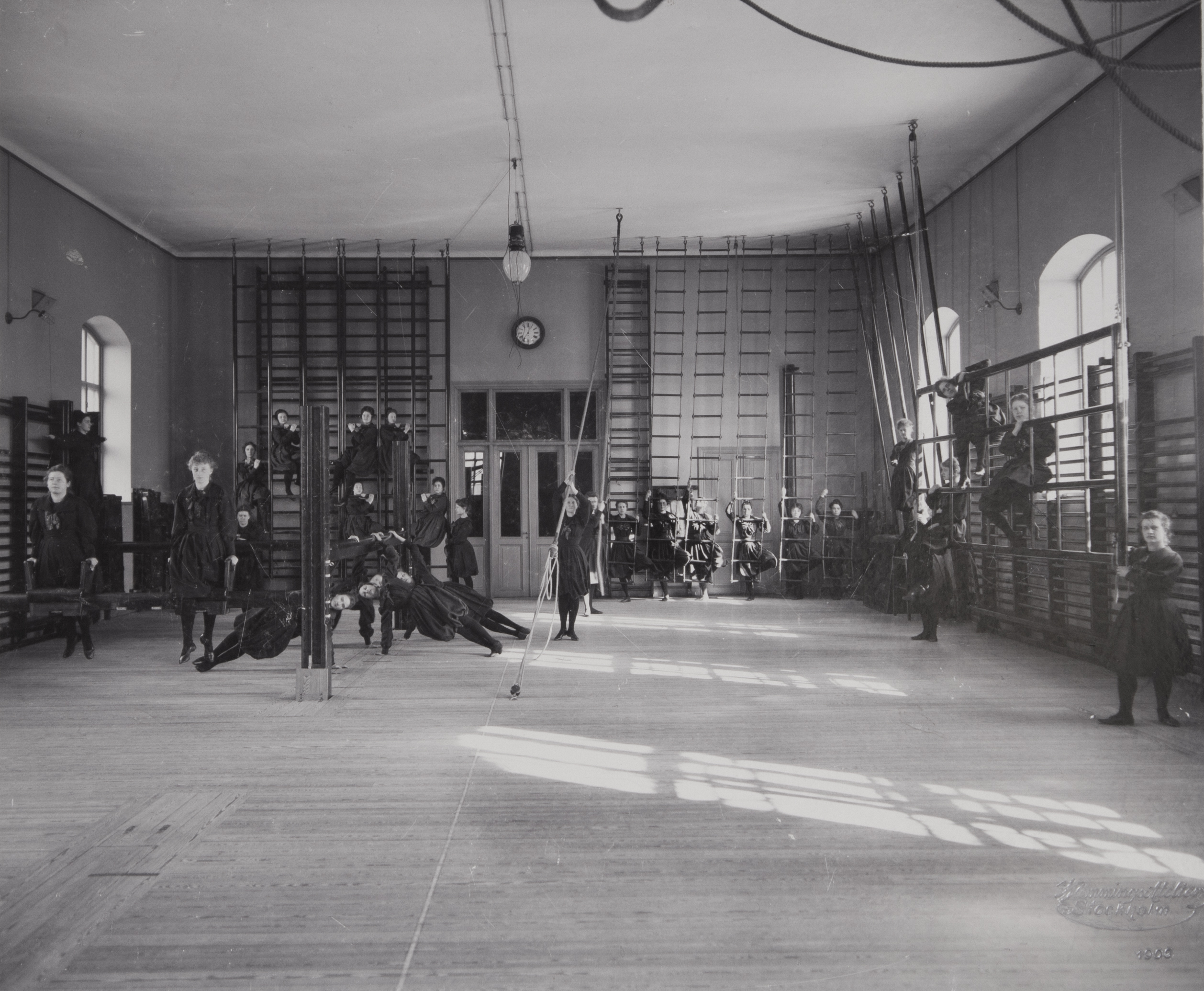
Один из многих национальных видов гимнастики — «шведская» (вольные упражнения, лазание, висение).
Центральный гимнастический институт, Стокгольм (Швеция), 1900

Гимна́стика (греч. γυμναστικὴ τέχνη, от γυμνός — «нагой, раздетый»; родственное слово — «гимназия») — система физических упражнений для укрепления здоровья и всестороннего физического развития человека. В ЭСБЕ гимнастика — приёмы и способы систематических движений тела или отдельных его частей с целью укрепления или развития ловкости всего организма или особенного развития некоторых мышечных групп. Гимнастика состоит из искусственных элементов, аналитически выделенных из естественных движений и особо подобранных для достижения определённых целей (педагогической, врачебной).
В БСЭ гимнастику подразделяют на основную, прикладную, спортивную:
- Основная гимнастика — направлена на ОФП и является основой для дальнейшей специализации. К основной гимнастике относят[4]:
  - Гигиеническая гимнастика — составлена из гимнастического (или легкоатлетического) комплекса. Направлена на улучшение координации и выносливости
  - Атлетическая гимнастика — направлена на развитие силы
- Прикладная гимнастика — нацелена на военную подготовку (лазание, ползание, метание (ядра, копья, диска, молота, гранаты), преодоление ПП (подтягивания, выход силой), бег и перебежки (челночный бег), прыжки в длину и высоту)[4]:
  - Военная гимнастика[7]
  - Производственная гимнастика
    - Физкультпауза
    - Физкультминутка

  - Профессионально-прикладная гимнастика
  - Спортивно-прикладная гимнастика
- Спортивная гимнастика — нацелена на СФП (вольные упражнения — для ловкости и гибкости, снаряды — для развития силы мышц рук и равновесия, прыжки — для развития силы мышц ног)[4]➤:
  - Спортивная акробатика
  - Художественная гимнастика
  - Эстетическая гимнастика
  - Ритмическая гимнастика

С течением времени «гимнастику» в СССР переименовали в «физическую культуру», а «врачебную гимнастику» в «лечебную физическую культуру».

## История
Древняя Греция
В представлении древних эллинов, идеальным способом физического совершенствования были естественные движения (бег, прыжки, метания, борьба, кулачный бой). Гражданин должен был быть воином во время войны, а во время мира — достойным земледельцем (см. калокагатия). Греки занимались обнажёнными в гимнасиях, в которых физические упражнения разделялись на 3 раздела:
- палестрика — борьба, бег, прыжки, метание диска и короткого копья (пятиборье); военные упражнения — праща, метание длинного копья и стрел; верховая езда и плавание; сферистика, или упражнения мечом;
- орхестрика — разные виды танцев;
- развлекательные игры.

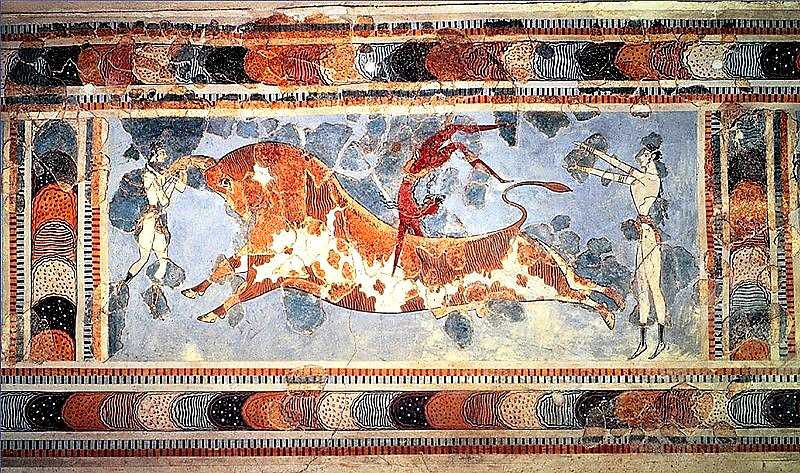
Опорный прыжок в таврокатапсии — ритуальный прыжок через быка.
Фреска из Кносса

Греки стремились к достижению идеала — развить физическую и душевную силы, отсутствовала жажда приобретения наибольшей мышечной силы или сосредоточение на одном направлении деятельности, поэтому гимнастические упражнения были разнообразными. В той или иной части Греции преобладал один из четырёх видов гимнастики:
- диететическая;
- эстетическая;
- этическая;
- военная.

Древний Рим
Гимнастика в Риме перестала быть педагогической и диетической, но служила прикладной (военной) цели, направленной на развитие грубой мышечной силы (даже отдельных групп мышц), возникло ремесло гладиаторов. Гимнастикой занимались исключительно воины.
Средневековье
В Средневековье упражнения также имели военный уклон и состояли в беге, прыжках, верховой езде, плавании, метании стрел и камней, борьбе (особо — фехтовании), но с 14-летнего возраста юноша уже не занимался военной гимнастикой, делался оруженосцем и специально посвящал себя изучению военного дела и охоты.

### XIX век. Национальные гимнастики
До конца XVIII века гимнастика была в забвении. На ценность гимнастики для воспитания детей первым обратил внимание Ж. Ж. Руссо. В Швеции возникло направление шведской гимнастики, в Германии — немецкой.
Швеция
Пер Хенрик Линг создал шведскую гимнастику в начале XIX века для шведской армии. Шведская гимнастика ставит цель сохранения здоровья путём гармоничного развития. Основное внимание уделено дыханию. Отягощения (гири, гантели, штанга) отрицаются. Тщательный подбор упражнений и нагрузки. Минусы — однообразие.
Уделено внимание сбалансированному развитию, если сделано движение влево, сразу делают движение вправо. Состоит из вольных (без снарядов) и связанных (на снарядах — шведской стенке, шведской мачте, бревне, коне, гимнастическом ящике, лестнице, канате, шведской скамье) движений. Трамплин и маты не используют. Шведская гимнастика стремится к достижению автоматизма движений.
Германия
Ф. Л. Ян создал немецкую гимнастику, назвав её «турнен», задумывалась исключительно для выполнения на снарядах, цель — изучение навыков. Немецкая гимнастика («турнен») — нацелена на воспитание нервной системы (смелости, решительности, хладнокровия), военно-прикладную подготовку населения Германии, акробатику, упражнения на снарядах (параллельные брусья, перекладина, конь) для развития плеч. Минусы — недостаточное развитие мышц ног, сутулость, излишнее количество силовых упражнений, затруднение дыхания.
- Сокольская гимнастика — отсутствует систематизация упражнений. Мирослав Тырш создал сокольскую гимнастику в середине XIX века. Схожа с немецкой гимнастикой. Стала популярна в славянских странах (Чехия, Сербия, Польша, Украина) по причине идеологической составляющей (национализм, независимость от империй, в которые входили малые страны, панславизм)
- Старофранцузская гимнастика схожа с немецкой и сокольской

США

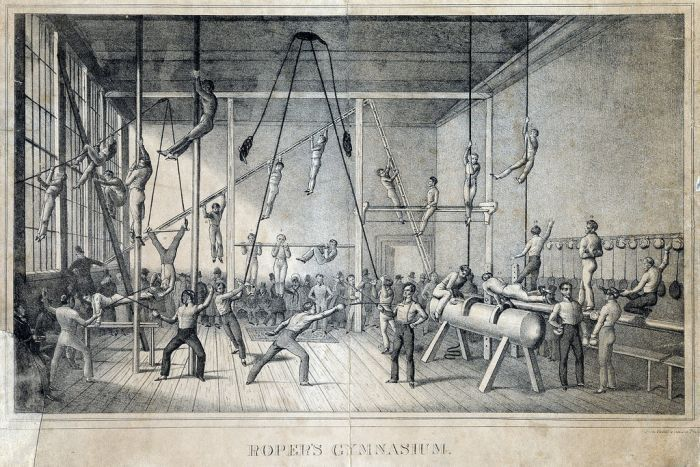
Ознакомительный буклет гимназии Ропера.
Филадельфия, 1831

Старая американская система — эклектическая система, состоящая из шведской и американской гимнастик, которую также использовало общество «Маяк» в Российской империи. Урок делили пополам, в первой части — шведская гимнастика с гантелями под музыку (для развития внутренних органов), во второй — немецкая гимнастика (для приобретения навыков). Американская гимнастика служила лишь для подготовки к спорту.
Российская империя
Использовали разнообразные системы. В начале XIX века гимнастика была принесена учениками Песталоцци. После было модно заниматься шведской гимнастикой, на замену которой пришла немецкая гимнастика. На рубеже XIX—XX веков стала модной сокольская гимнастика в спортивных обществах «Русский Сокол» и «Богатырь». Наряду с этим имела хождение малопопулярная отечественная лесгафтовская система, гимнастика П. Ф. Лесгафта — выполнять упражнение с минимумом усилий за кратчайшее время. Минусы — сложная. Общество «Маяк», созданное в Российской империи по линии ИМКИ, использовало старую американскую систему гимнастики, состоявшую из шведской и немецкой гимнастик.

### XX век. Эклектические системы
На 1930-е годы было известно о нескольких национальных направлениях в гимнастике:
- Эстетическая гимнастика («калестения») — дыхание, напряжение и расслабление мышц тела
- Индивидуальная гимнастика («гигиеническая») — производят с гантелями. Учитывают правильность дыхания. Также включены массаж и обливание. Подходит всем, так как позволяет дозировать нагрузку с учётом возраста, пола. Подходит людям умственного труда с нехваткой мышечных движений. Минусы — вред сердцу и нервной системе, необходим предварительный врачебный осмотр состояния здоровья, самоконтроль во время занятий
- Врачебная гимнастика — строго индивидуальная лечебная гимнастика под присмотром врача. Улучшает дыхательную, сердечно-сосудистую, мышечную системы
  - Дыхательная гимнастика — нацелена на развитие дыхания под присмотром врача

После Первой мировой войны стали очевидными недостатки национальных видов гимнастики. Понимая это, её стали смешивать со спортом, образуя эклектические системы. Если сначала гимнастика рассматривалась как основа урока, а спорт давался факультативно, то после спорт стал основой, а гимнастика превратилась в подготовку для основы. Теоретиком такой эклектической системы стал француз Демени, а практиком — француз Эбер.
Дания
Примитивная подготовительная гимнастика Нильса Бука, как замена шведской гимнастике, подготавливающая тело для более совершенных видов.
Трудовые приёмы Миккельсена — прикладная гимнастика для труда на производстве. В 1930-х годах мировое сообщество полагало, что мировая война более не повторится, поэтому гимнастика должна подготавливать не к войне, а к труду.
Германия
Немецкая военная гимнастика. Прежде, до Первой мировой войны, военная подготовка была основана исключительно на немецкой гимнастике, после немецкой гимнастике и спорту было уделено равное внимание в эклектической системе. Уменьшение доли немецкой гимнастики и увеличение роли спорта было невозможным, по причине сильных прежних традиций.
Немецкая гимнастика Зурена схожа с советской физкультурой, но дополнена спортивными и гимнастическими упражнениями.
Бельгия

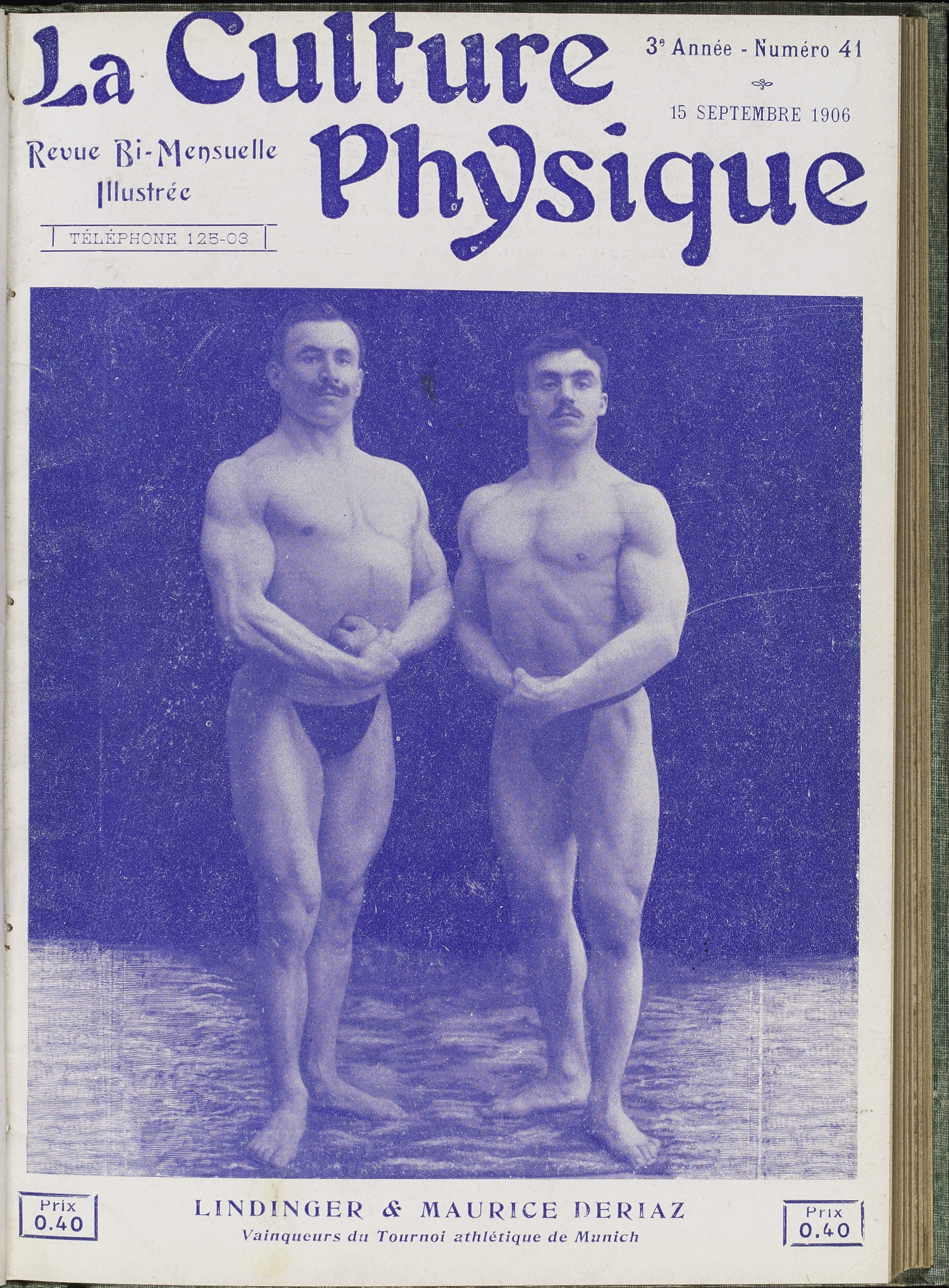
Французский журнал «Физическая культура», № 41 от 15 сентября 1906 года

Использовали шведскую и немецкую гимнастики (система Аппеля), построенную на арифметических принципах, где всякое движение имеет 6-сторонний характер (вверх, вниз, влево, вправо, вперёд, назад).
Австрия
Австрийская школьная гимнастика в 1930-х годах была законодателем моды среди всех школьных гимнастик Европы. Австрийские преподаватели школьной гимнастики, по примеру французов, отказались от немецкой гимнастики и практиковали «естественную» гимнастику. Основной упор был направлен на развитие ловкости и гибкости на свежем воздухе на окружающих объектах (деревья, заборы, мачты).
Франция
Французская гимнастика («система С. Демени́») нацелена на естественные движения человека, отрицает искусственные (немецкие) гимнастические упражнения, после каждого упражнения производят растяжку мышцы, цикличность, от простого к сложному. Система Демени отрицает как шведскую гимнастику, так и немецкую. Цель системы Демени — совершенствоваться только в естественных движениях, применяемых в повседневной жизни. Одной силы (развиваемой в немецкой гимнастике) недостаточно, необходимо развить ловкость.
Система Эбера разработана инструктором французской армии (Ж. Эбером) под руководством С. Демени для французского военно-морского флота. Система Эбера состоит из трёх частей:
1. Подготовительная — упражнения для рук, ног и туловища, висы и упоры, равновесия, подпрыгивания, дыхательные упражнения.
2. Прикладная — 8 упражнений (ходьба, бег, прыгание, лазание, плавание, подымание, метание, защита-нападение).
3. Дополнительная — спорт, игры, ручной руд.

США
Новая американская система — школьная гимнастика на основе шведской, предложенная Спрингфилдским институтом по физическому воспитанию в 1912 году.
СССР
С течением времени «гимнастику» в СССР переименовали в «физическую культуру», а «врачебную гимнастику» в «лечебную физическую культуру», гимнаста стали называть «физкультурником». В СССР создание «нового человека» являлось одной из главных задач, средством которой послужило создание новой культуры, а важнейшей составляющей которой была физическая культура.

Огромное значение физической культуры в области социальной гигиены и евгеники требует самого широкого и всестороннего её применения в деле советского здравоохранения.
Физическая культура должна быть всемерно использована, как массовый фактор повышения производительности труда и борьбы с профессиональными вредностями производства.
Вместе с тем и интересы обороны Союза ССР обязывают максимально использовать физическую культуру для укрепления боевой мощи Красной армии и для военной подготовки трудящихся страны.
— Статья №233. Постановление Президиума Центрального Исполнительного Комитета. Об учреждении Всесоюзного совета физической культуры при Центральном Исполнительном Комитете Союза ССР, 1 апреля 1930 года
После революции была поставлена цель создать единую систему гимнастики, которая распространялась бы на весь СССР и была под контролем государства. Первым осуществить эту задачу попыталось общество «Спартак», создав «пролетарскую физкультуру „Спартака“», целью которой было «достичь максимума жизненности и производительности человеческой машины». Основана на французской системе Эбера.
Позднее Московский институт физической культуры создал свою систему «советской физкультуры». «Советская физкультура» создана А. Зикмундом, ректором (и сотрудниками) Московского института физической культуры, система служила противопоставлением англосаксонскому спорту — избегать узкой специализации, профессионализма и погоней за рекордами. Основана на французской системе Эбера, присутствуют элементы сокольской и шведской гимнастик.
Также были разработаны менее удачные системы: старый урок ленинградского Губоно, наставление для РККА, старый урок ГУСа, новый урок ГУСа, новый урок ленинградского Облоно, Северо-Кавказский урок, Закавказский урок и программа секционной работы по гимнастике.
1 апреля 1930 года ЦИК была поставлена задача создать единую систему для физической подготовки всего гражданского населения советского государства к предстоящей мировой войне. Эта задача была возложена на Наркомвоенмор, который в результате создал Всесоюзный физкультурный комплекс ГТО.
В 1950-е годы в послевоенном СССР в понятие «физической культуры» был включён спорт в качестве её составной части (см. Олимпиада 1952, СССР впервые участвовал в международном спорте).

### XXI век. Прикладные гимнастики
РФ
В связи с распадом СССР, в РФ с 1990-х годов советские физическая культура и массовый общедоступный спорт были упразднены, на замену им были предложены американские коммерческие фитнес (прикладная гимнастика, см. функциональный тренинг) и кроссфит (военная гимнастика). В 2014 году указом президента РФ была восстановлена программа ГТО (в усечённом виде) как часть советской системы физического развития.
Франция
Паркур
Скоростное перемещение и преодоление препятствий с использованием прыжковых элементов (сальто, опорные прыжки, выход силы, кувырки, спринтерский бег), прикладная гимнастика с использованием городских окружающих объектов (деревья, стены, крыши, парапеты, перила) в качестве тренировочной площадки. Смысл паркура заключается в рациональном перемещении из точки А в точку Б за максимально короткое время.
Фриран
Коммерческий проект, способ самовыражения посредством взаимодействия с различными препятствиями и окружающей средой, используя сальто и различные вращения. Суть фрирана состоит в эстетически приятном для фриранера передвижении ради внешней зрелищности, пусть даже в ущерб эффективности.
США
Фитнес
Американский прикладной вид физической активности, направленный на поддержание хорошей физической формы, достигаемой за счёт сбалансированного питания, отдыха, физических нагрузок. Частями фитнеса являются многие коммерческие патентованные направления (кроссфит, калланетика, аэробика, шейпинг, Barre).
Стрит воркаут
Субкультура, занимаются, как правило, непрофессиональные спортсмены. Для многих — это увлечение, стиль жизни, способ развития и поддержания мышечного тонуса, ловкости, гибкости суставов. Можно заниматься практически на любой дворовой спортивной площадке, а в некоторых случаях, просто на улице. В стрит воркауте различают несколько стилей: динамика, статика, freebarr.

## Классификация
На 3-й научно-методической конференции ВСФК была установлена классификация гимнастики, которая подразделялась на следующие подвиды:
- Педагогическая гимнастика — обязанность учителя физкультуры обучить школьника принципам индивидуальной (для конкретного школьника) гимнастики, с помощью которой школьник сможет сам всесторонне пропорционально развить организм и усвоить навыки
- Атлетическая гимнастика — дальнейшее совершенствование человека на основе ранее развитого организма при помощи упражнений повышенной сложности
- Гигиеническая гимнастика — подразделяется на три разнонацеленных подвида:

- Индивидуальная гимнастика — комплекс гимнастических упражнений, который составлен человеком для самого себя, чтобы обеспечить равновесие сил организма
- Зарядовая гимнастика («зарядка», «физкультминутка») — единственная задача — сразу после сна (ещё дома) пробудить организм и подготовить нервно-мышечную систему для работы в течение дня
- Профилактическая гимнастика («физкультпауза») — должна предупреждать вред от однобокой работы

- Ритмопластическая гимнастика — подразделяется на три подвида (ритмическая, пластическая, художественная), которые призваны развить чувство ритма, научить ориентироваться во времени и пространстве, командной работе
- Врачебная гимнастика — призвана исправить запущенные случаи вреда от работы на производстве
- Специальная гимнастика — прикладной вид подготовки для конкретной профессии

- Военно-прикладная гимнастика — подвид специальной гимнастики, который подготавливает организм к военно-походной и боевой деятельности

## Спортивные виды гимнастики
Спортивная гимнастика

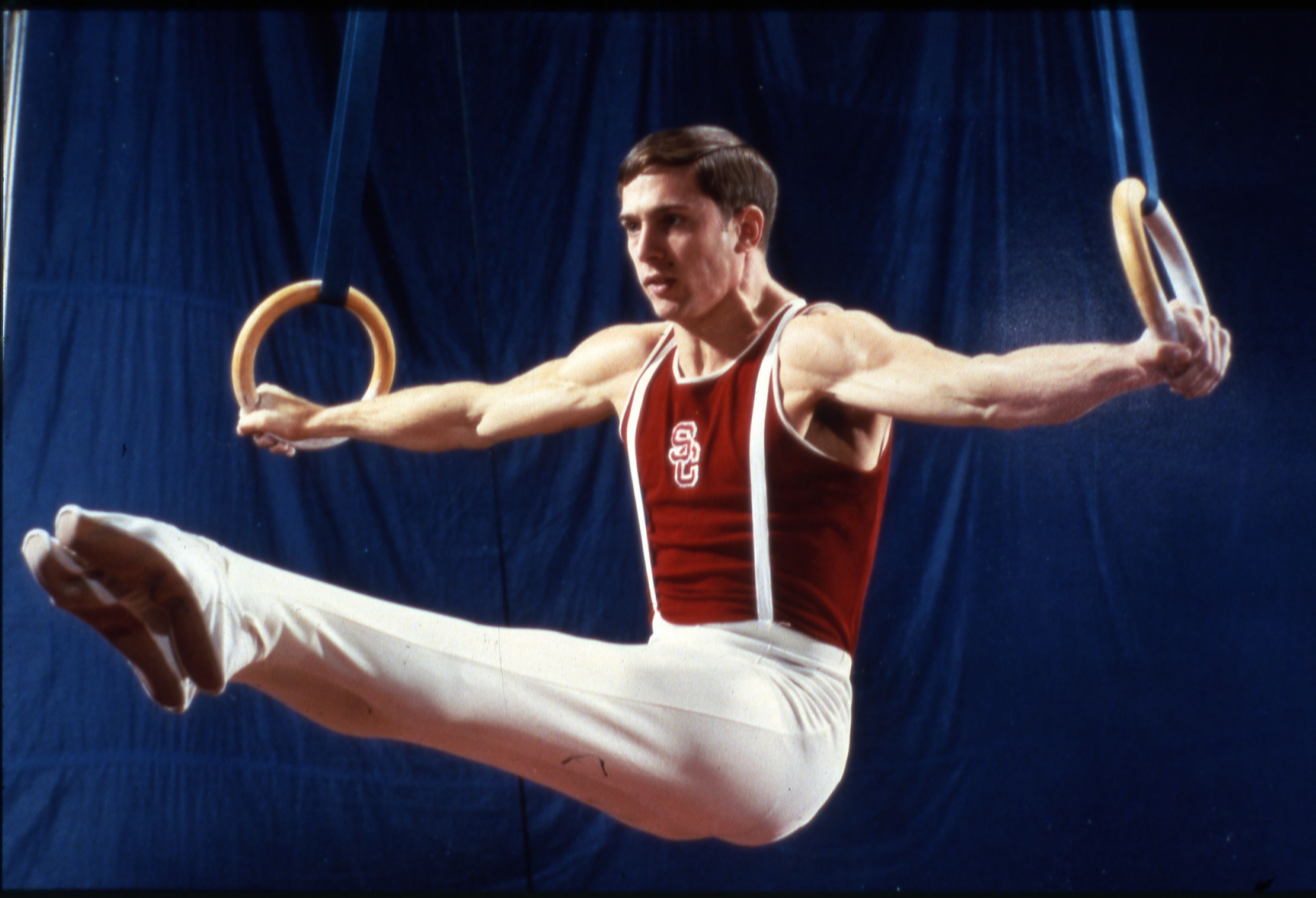
Силовое упражнение в спортивной гимнастике

Вид спорта, включающий в себя соревнования на различных гимнастических снарядах, а также в вольных упражнениях и опорных прыжках. В настоящее время на международных турнирах гимнасты разыгрывают 14 комплектов наград: 2 — в командном зачёте (мужчины и женщины), 2 — в абсолютном индивидуальном первенстве (мужчины и женщины) и 10 — в отдельных видах многоборья (4 — у женщин, 6 — у мужчин). В программе Олимпийских игр — с 1896 года.
Гимнастика является технической основой многих видов спорта, соответствующие упражнения включаются в программу подготовки представителей самых разных спортивных дисциплин. Гимнастика не только даёт определённые технические навыки, но и вырабатывает силу, гибкость, выносливость, чувство равновесия, координацию движений.

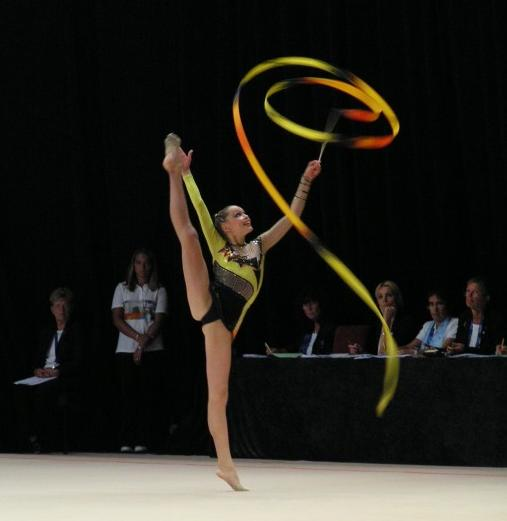
Упражнение с лентой в художественной гимнастике

К прикладной спортивной гимнастике относится армейский комплекс вольных упражнений, который военнослужащие выполняют ежедневно, в основном во время утренней зарядки. До начала XX века подобные комплексы упражнений назывались «военной гимнастикой» и применялись во всех армиях и флотах.
Художественная гимнастика
Вид спорта, выполнение под музыку различных гимнастических и танцевальных упражнений без предмета, а также с предметом (скакалка, обруч, мяч, булавы, лента). В последнее время выступления без предмета не проводятся на соревнованиях мирового класса. При групповых выступлениях используются или одновременно 2 вида предметов (например, обручи и мячи), или 1 вид (5 мячей, 5 пар булав). Победители определяются в многоборье, в отдельных видах и групповых упражнениях.

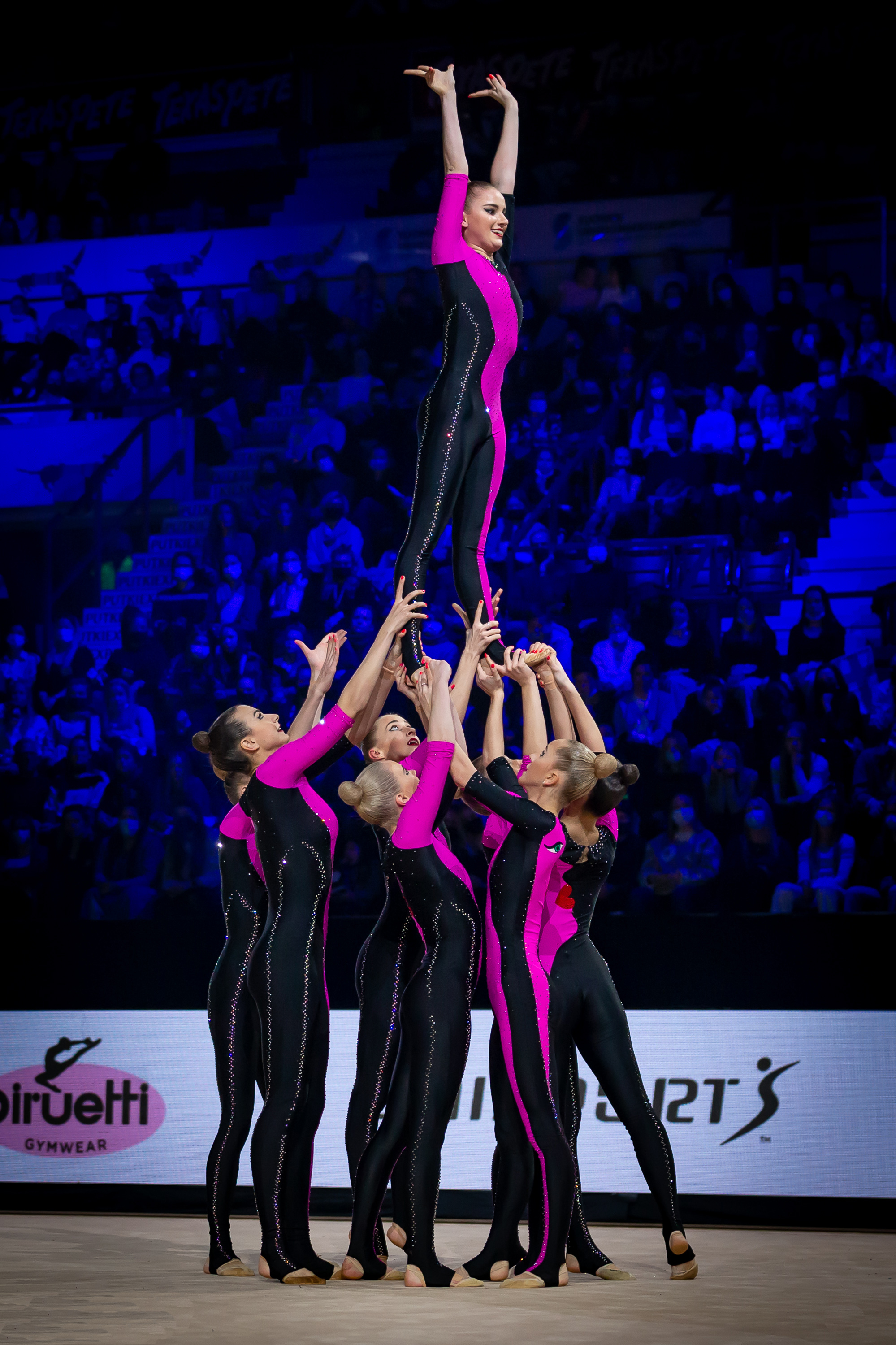
Эстетическая гимнастика
В РФ зарегистрирована как женский вид спорта. В соревнованиях по эстетической гимнастике принимают участие только группы. Количественный состав группы определяется возрастной категорией участниц. Одновременно на ковре могут выступать от шести до десяти гимнасток в категориях «женщины» и «юниорки 14—16 лет» и от шести до двенадцати гимнасток в младших возрастных категориях.
Командная гимнастика

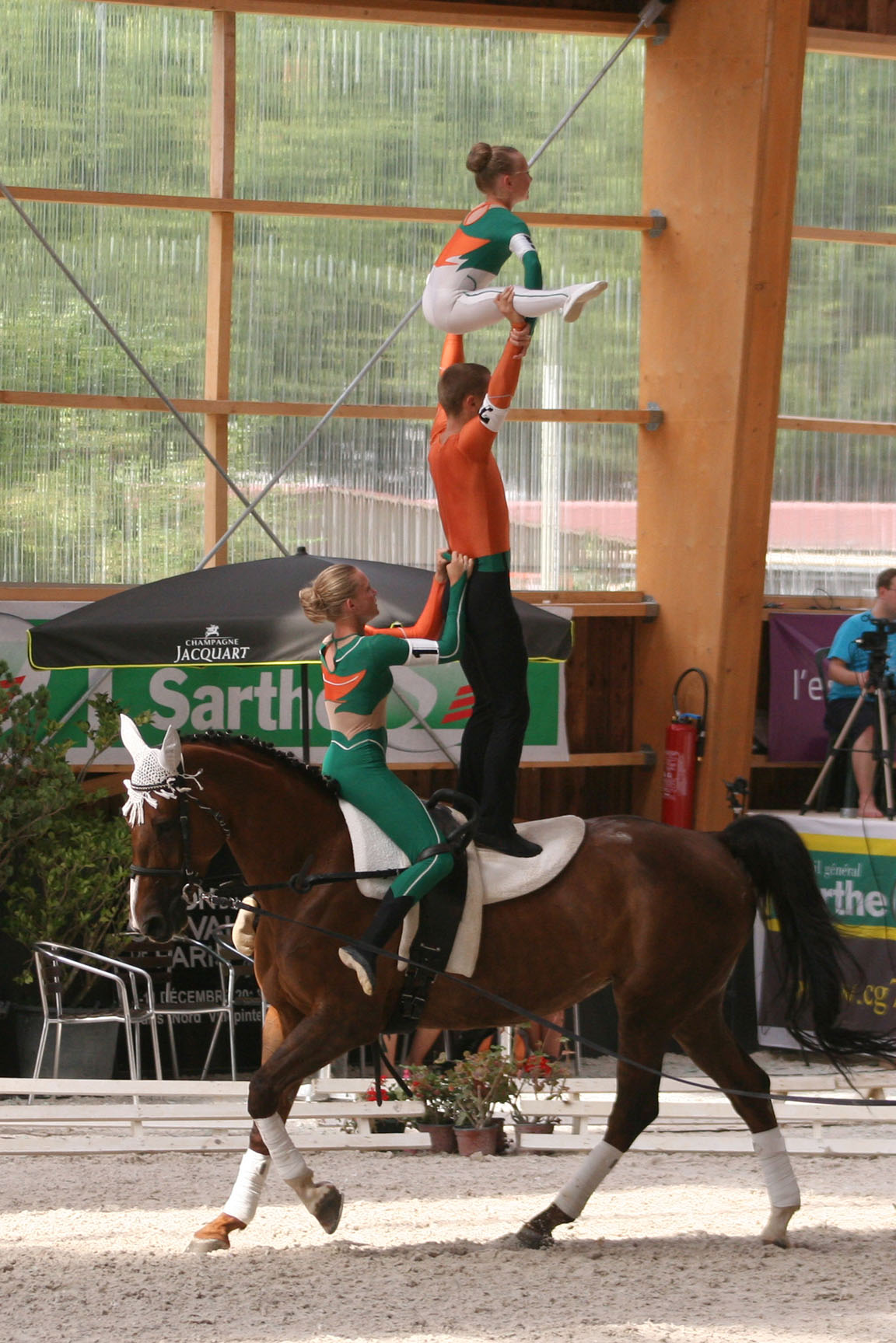
Групповая вольтижировка

Зародилась в Скандинавии, в которой являлась основным видом гимнастики в течение 20-и лет. Первое официальное соревнование было проведено в Финляндии в 1996 году, и теперь проводится каждые 2 года. Соревнование команд, клубов состоит из трёх категорий: женские, мужские и смешанные команды. Состоит из трёх видов: вольные упражнения, прыжки с мини-батута и акробатические прыжки. В каждой из трёх дисциплин число гимнастов — от шести до двенадцати человек. Командная гимнастика включает в себя наиболее динамичные виды гимнастических упражнений: групповые вольные упражнения, акробатические и опорные гимнастические прыжки. Ей присущи музыкальность, выраженная двигательно-образовательная направленность, оптимальная сложность упражнений.
Цирковая гимнастика
Подразделяется на партерную (упражнения на снарядах и аппаратах, укреплённых на манеже) и воздушную (упражнения на аппаратуре, подвешенной высоко над манежем); соответственно гимнасты — на партерных и воздушных. Каждый из двух видов цирковой гимнастики включает множество подвидов (в зависимости от используемой аппаратуры и приёмов работы): партерная — упражнения на турниках, батуте, кольцах всех типов; воздушная — корде, рамке, воздушном турнике, ремнях и сфере.

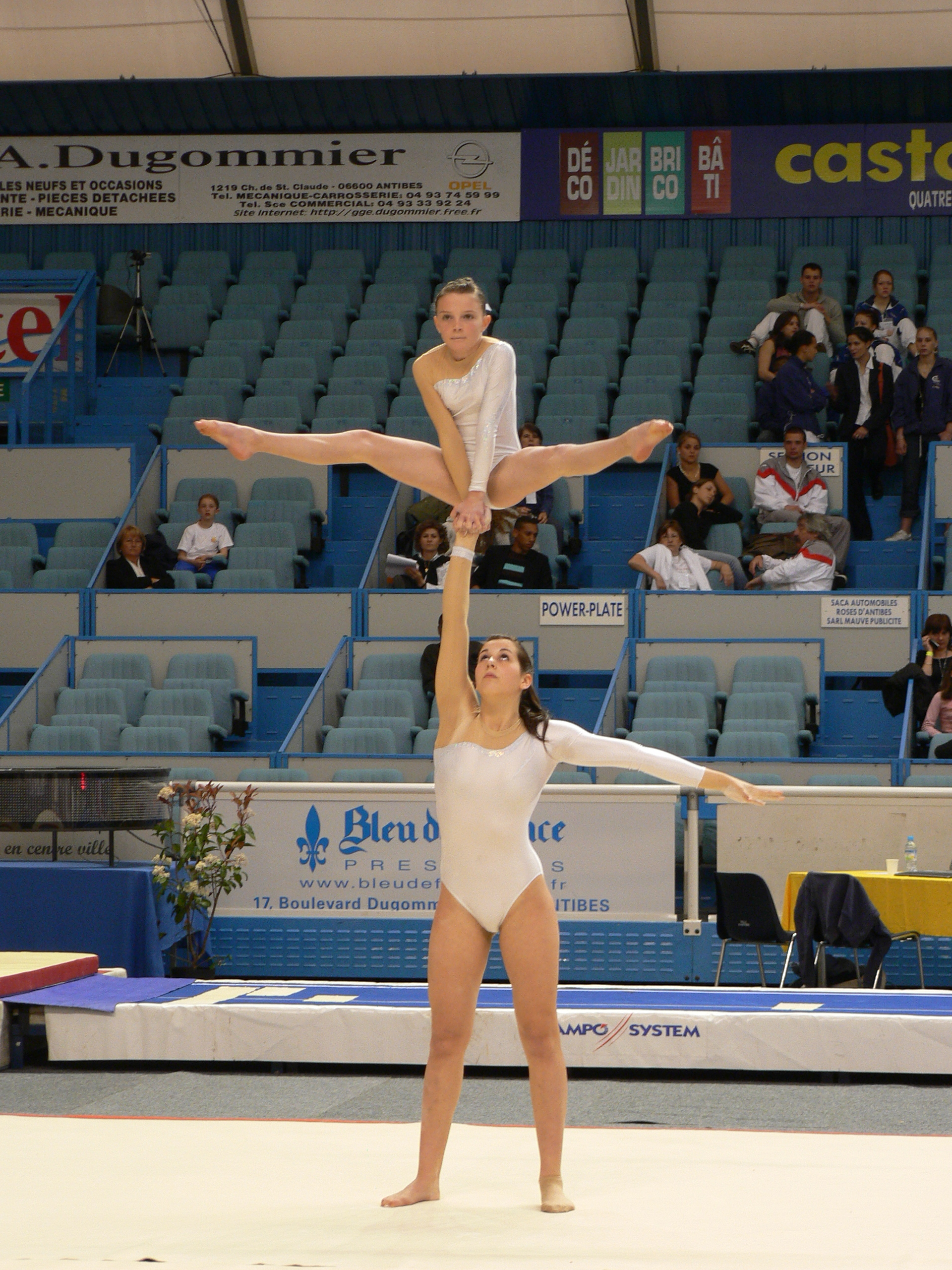
Акробатическая гимнастика
Включает в себя 3 группы упражнений: акробатические прыжки, парные и групповые упражнения.

## Эквилибристика

Гимнастические снаряды
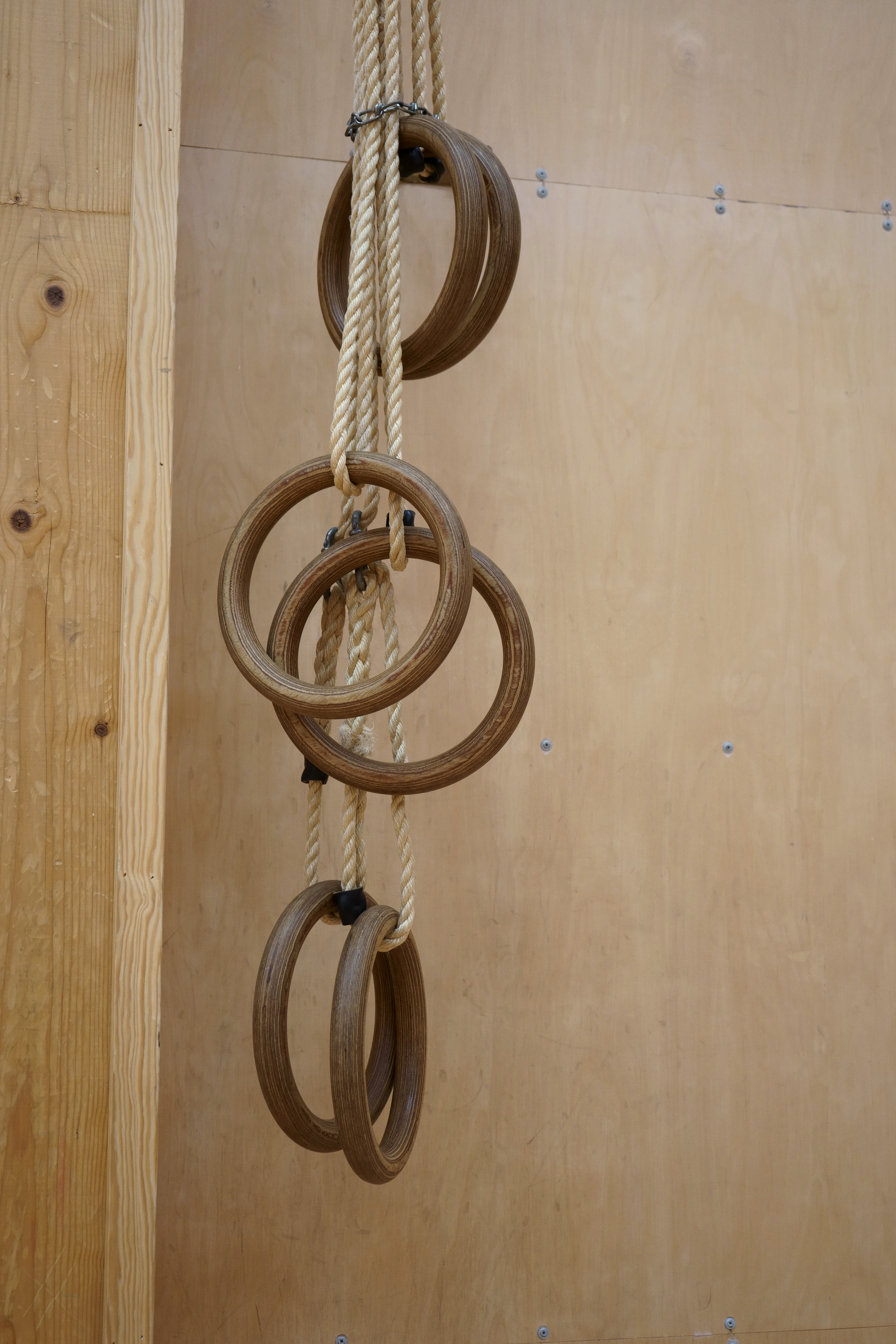
Кольца
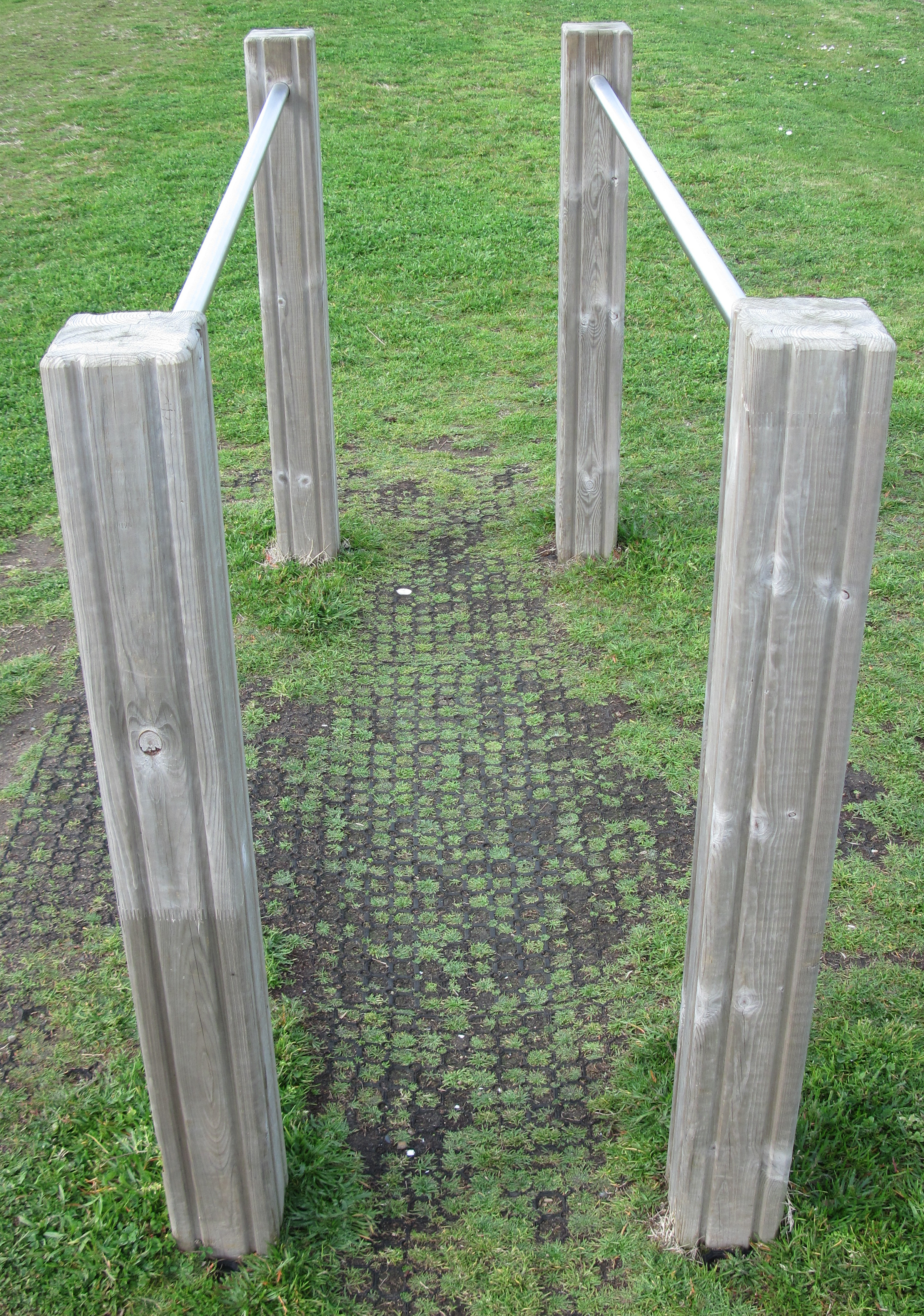
Параллельные брусья
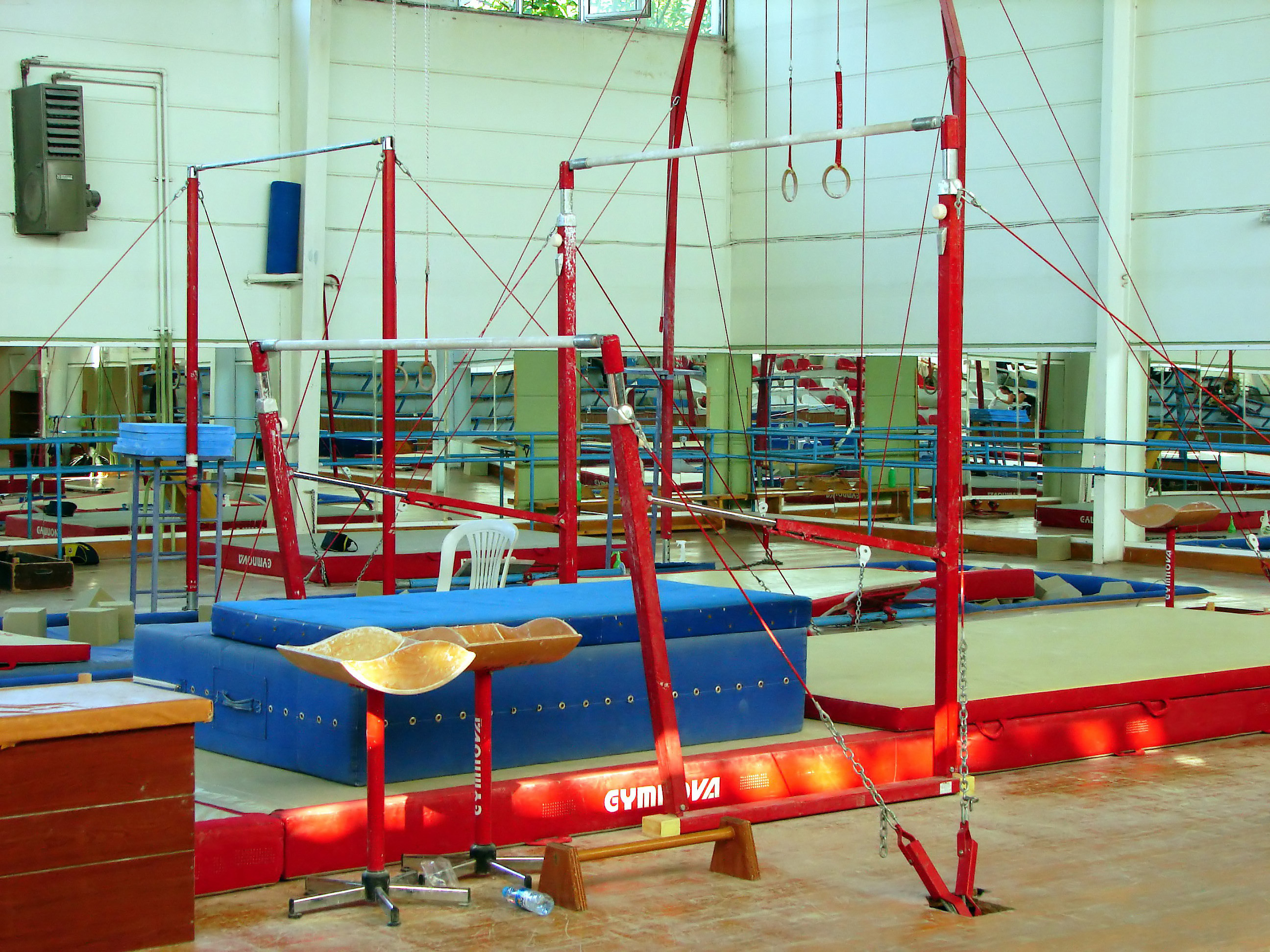
Разновысокие брусья
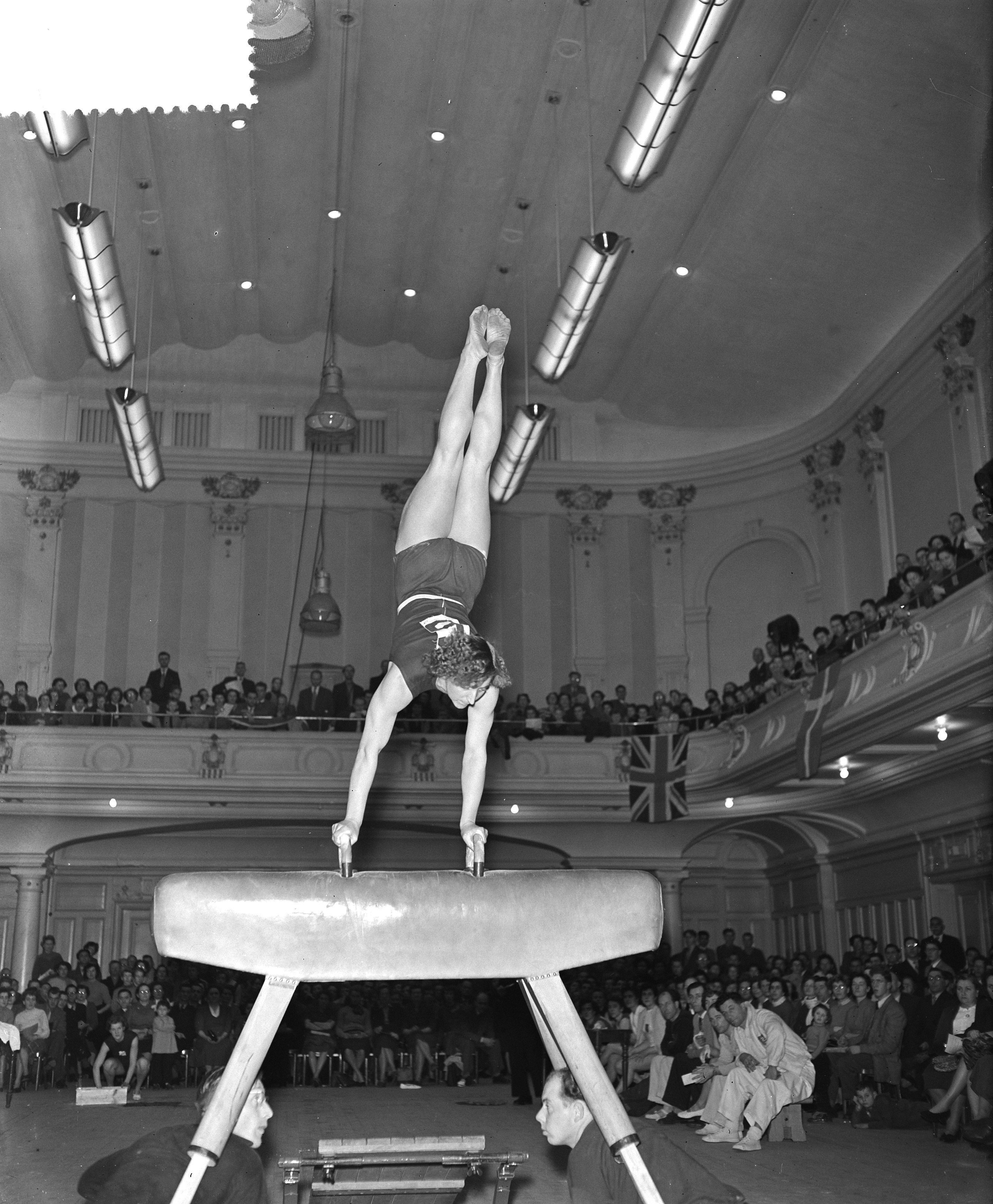
Конь
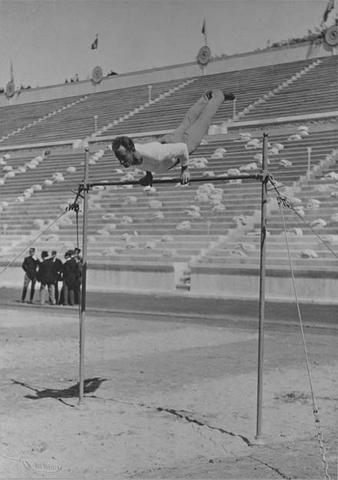
Перекладина
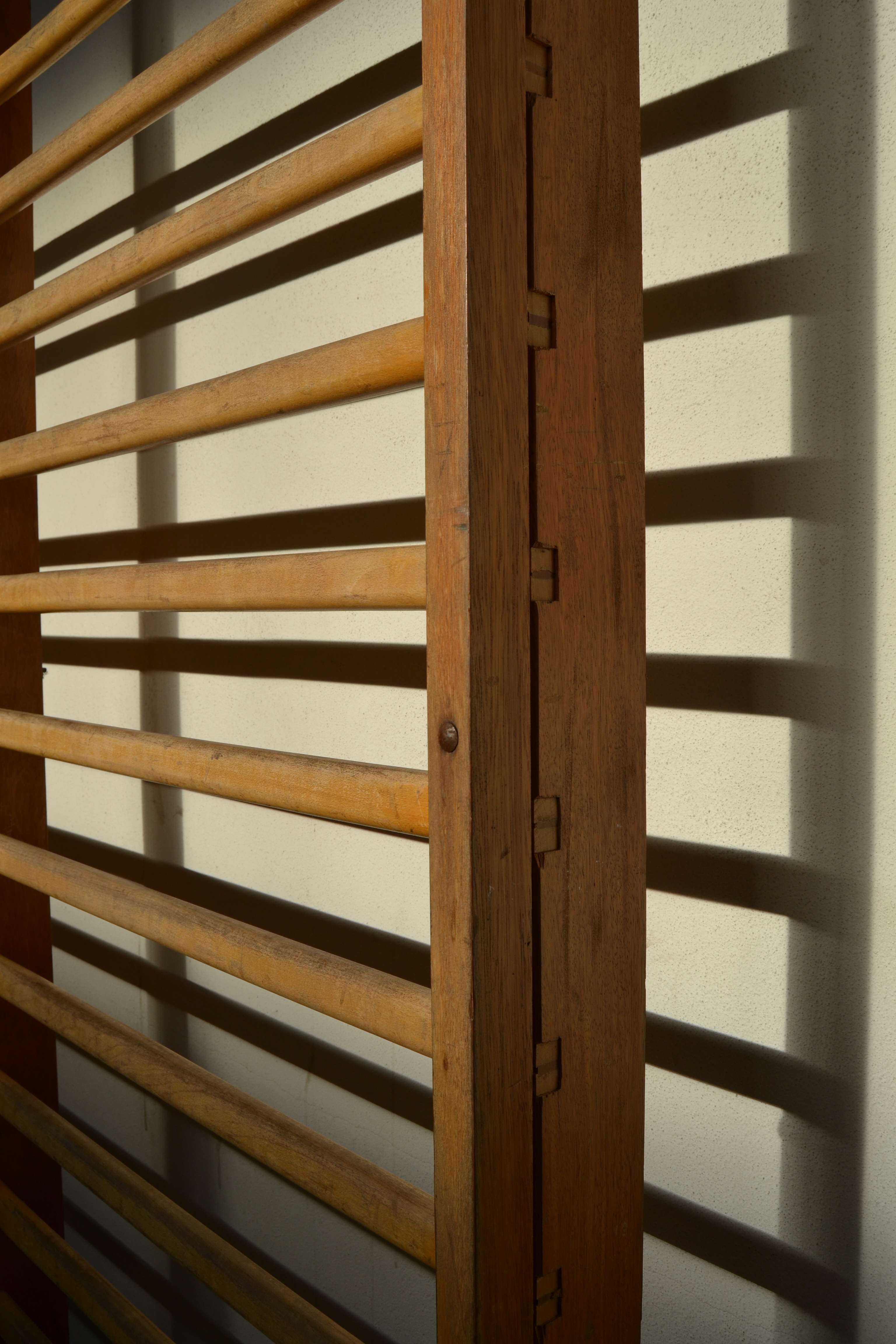
Шведская стенка
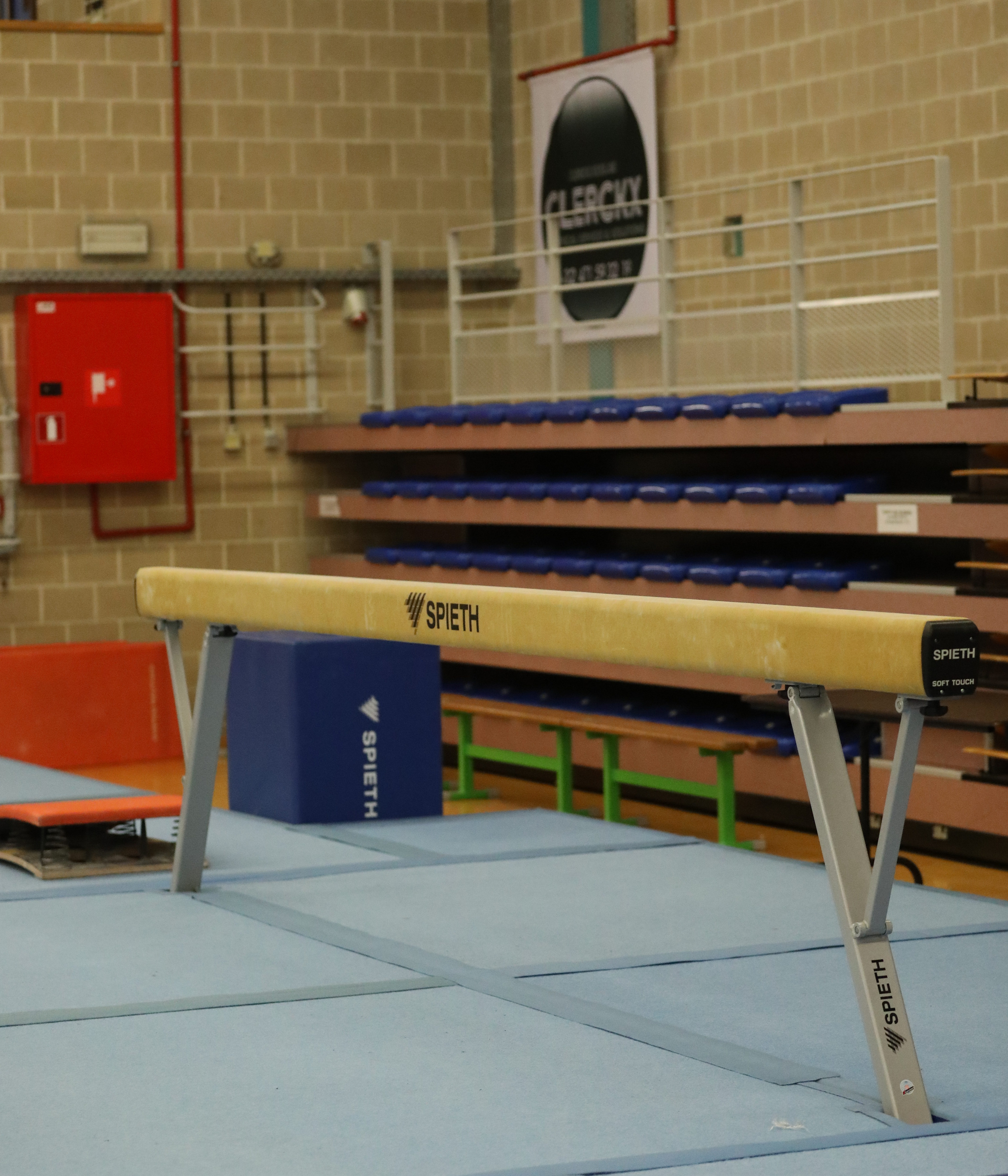
Бревно
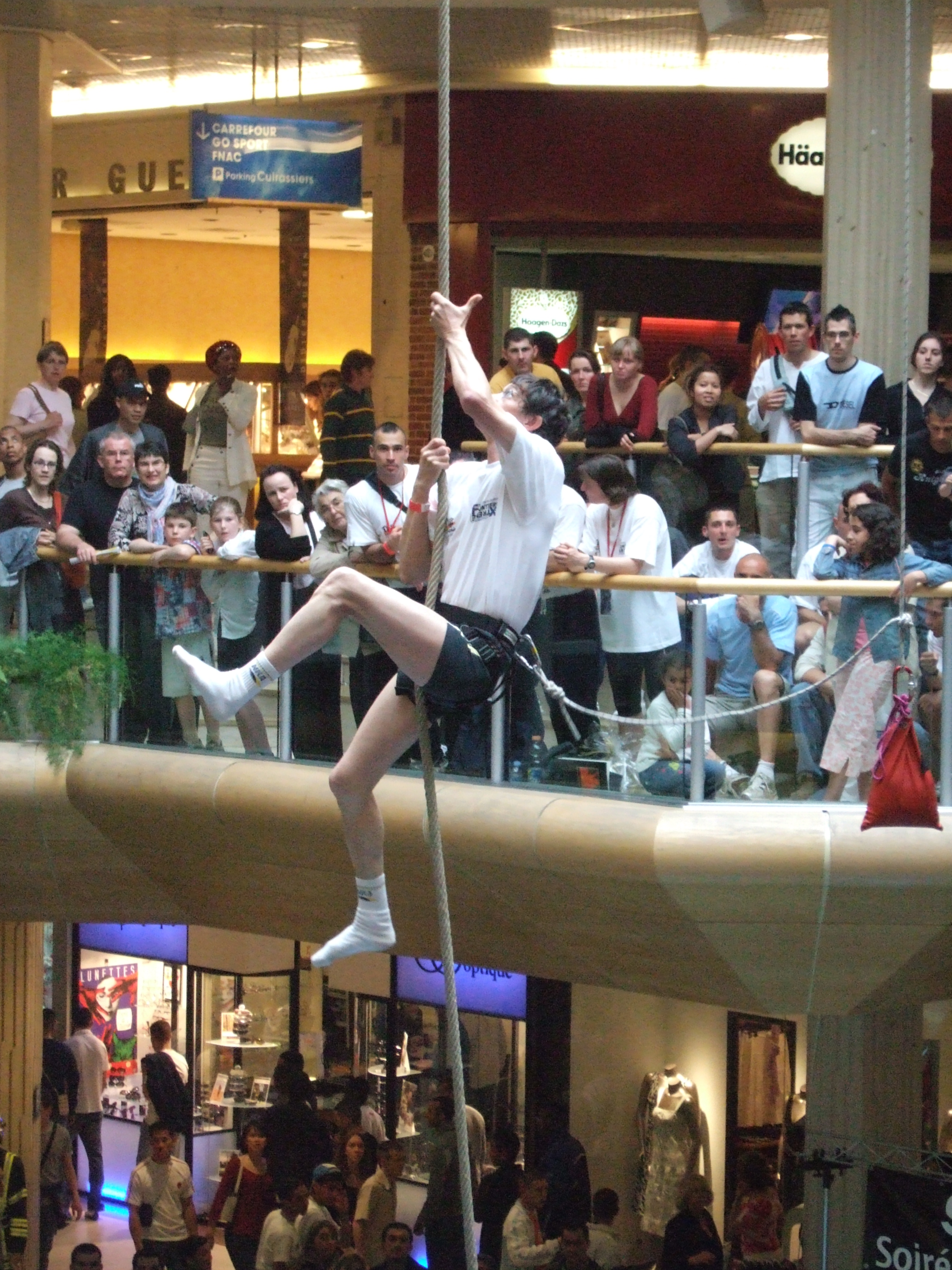
Канат

Гимнастические предметы
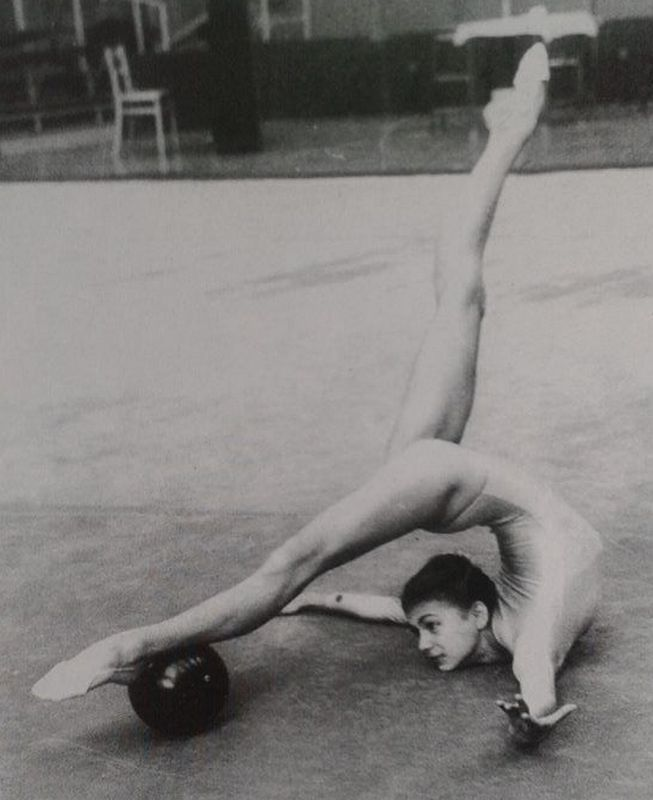
Мяч
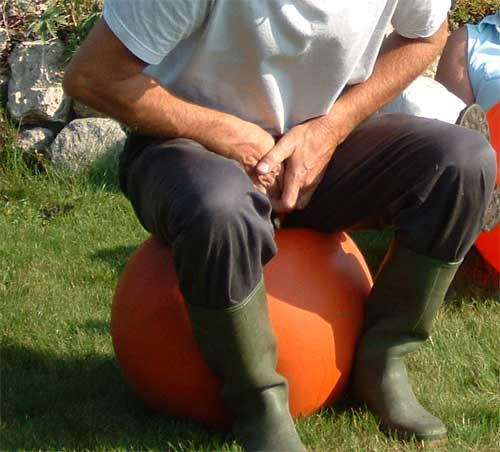
Хоппер
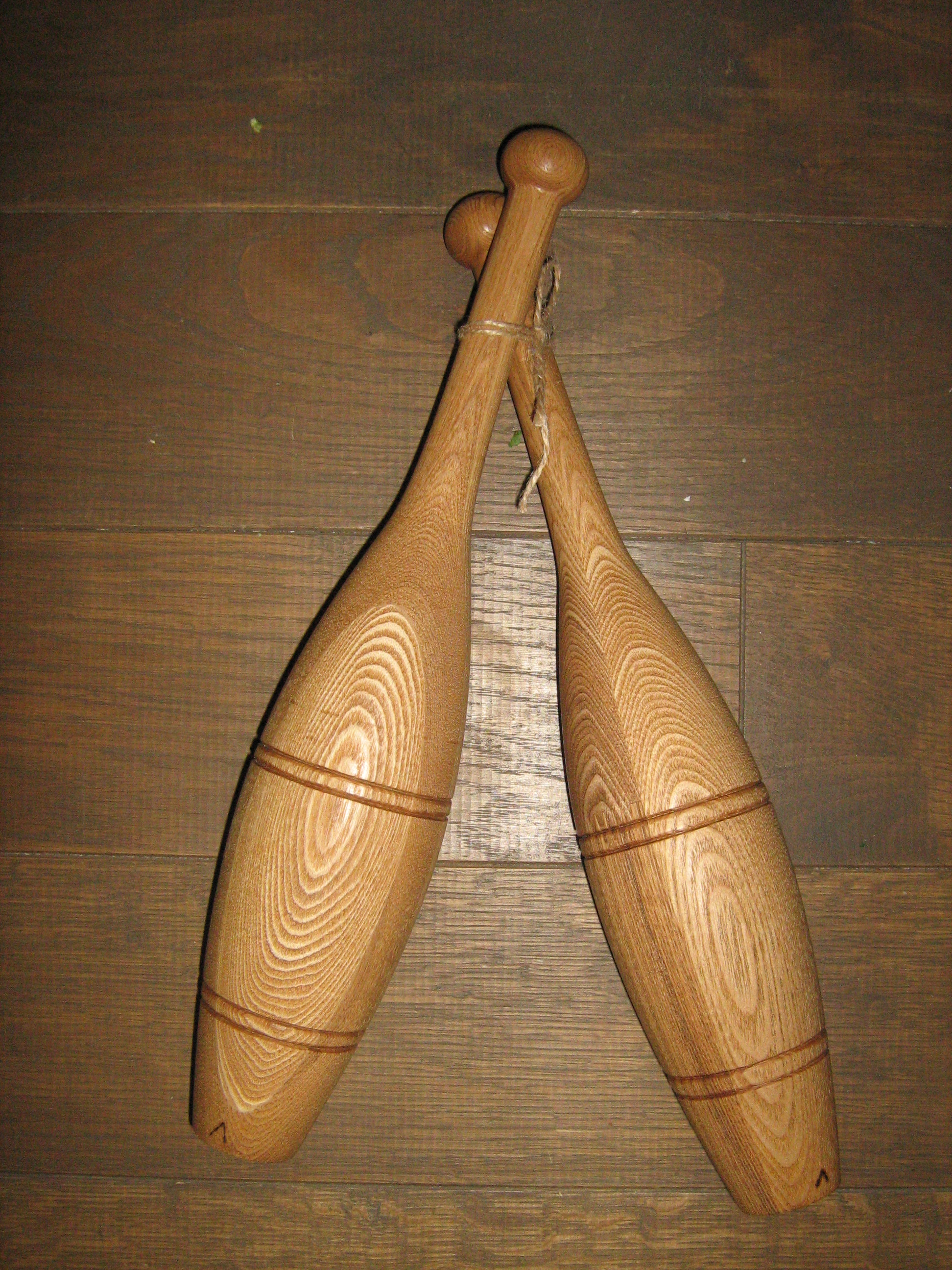
Атлетические булавы
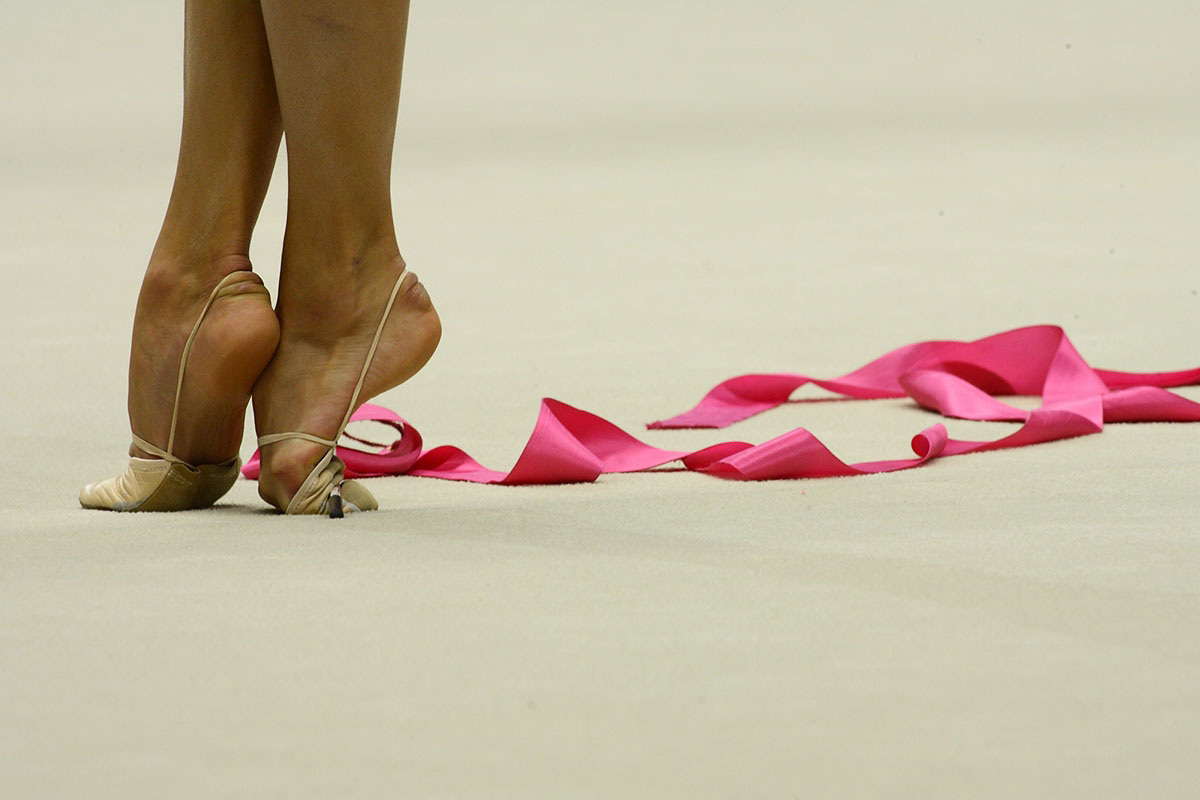
Лента
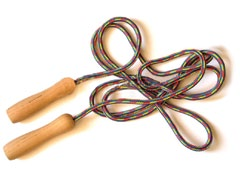
Скакалка
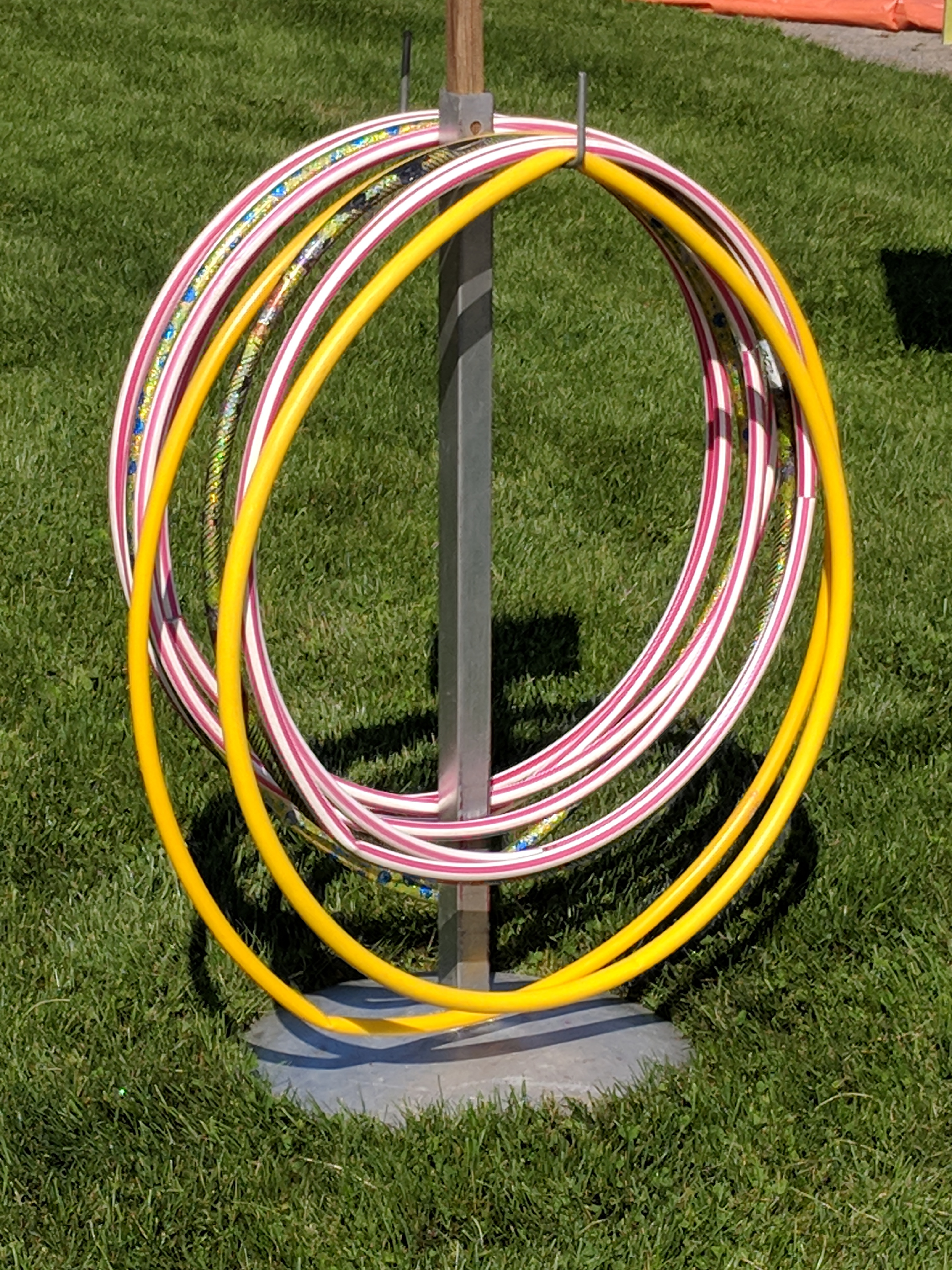
Обруч